# Grand Conseil du fascisme
Le Grand Conseil du fascisme (en italien : Gran Consiglio del Fascismo) est l’organe le plus important du Parti national fasciste (PNF) de sa création en décembre 1922 à la chute de Benito Mussolini en juillet 1943.
Au départ organe du parti fasciste, il devient organe constitutionnel le 9 décembre 1928. 
En 1943, c'est le vote du Grand Conseil du 24 juillet, favorable à la motion proposée par Dino Grandi de restitution de tous ses pouvoirs au roi, qui provoque la destitution de Mussolini de toutes ses fonctions dans le parti et dans l'État. 

## Création (1922): un organe du parti fasciste
À la tête du Grand conseil, se trouve le Duce, Benito Mussolini, qui a le pouvoir de le convoquer et d'en établir l'ordre du jour.

## Un organe de l'État italien (1928)

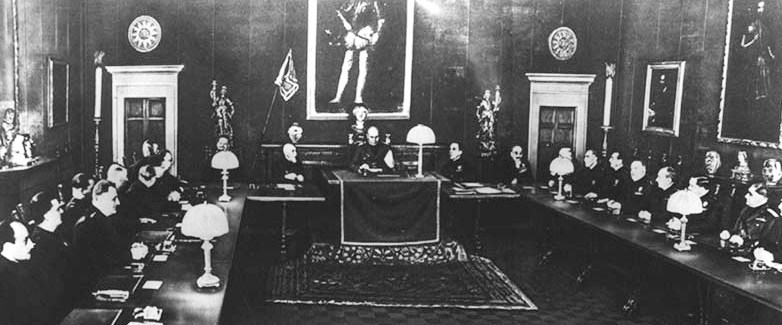
Session du Grand Conseil du fascisme du 9 mai 1936 durant laquelle fut proclamé l'empire.

Dans la loi de 1928, les personnes suivantes en font partie pour une durée illimitée :
- les quadrumviri de la Marche sur Rome : Michele Bianchi, Emilio De Bono, Cesare Maria De Vecchi et Italo Balbo ;
- les secrétaires du Parti national fasciste qui ne sont plus en charge depuis 1922 ;
- ceux qui, en leur qualité de membres du gouvernement, ont fait partie du Grand Conseil pendant au moins trois ans.

Les personnes suivantes en font partie en raison de leurs fonctions ou ayant un mandat :
- le président du Sénat ;
- le président de la chambre des députés puis de la Chambre des Fasci (faisceaux) et des Corporations ;
- le secrétaire du Parti national fasciste ;
- les ministres : des Affaires extérieures ; de l'Intérieur ; de la Justice ; des Finances ; de l'Éducation nationale ; de l'agriculture et des forêts ; des corporations ; de la culture populaire ;
- le sous-secrétaire d'État à la présidence du Conseil ;
- le commandant général de la Milice volontaire pour la sécurité nationale ;
- les membres du directoire du Parti national fasciste ;
- le président de l’Académie d'Italie et le président de l'Institut fasciste de la culture (it);
- le président de l'Opera Nazionale Balilla (en français Œuvre nationale Balilla, organisation de la jeunesse fasciste) ;
- le président du tribunal spécial pour la sécurité de l’État ;
- les présidents des confédérations fascistes : des industries ; des agriculteurs ; des travailleurs de l'industrie ; des travailleurs de l'agriculture ;
- le président de l'Agence nationale pour la coopération.

Parmi les fonctions du Grand Conseil il y avait : le choix des ministres, des députés et de toute la direction du parti ; l'approbation des statuts et des règlements du parti.

## La motion Grandi et la chute du fascisme

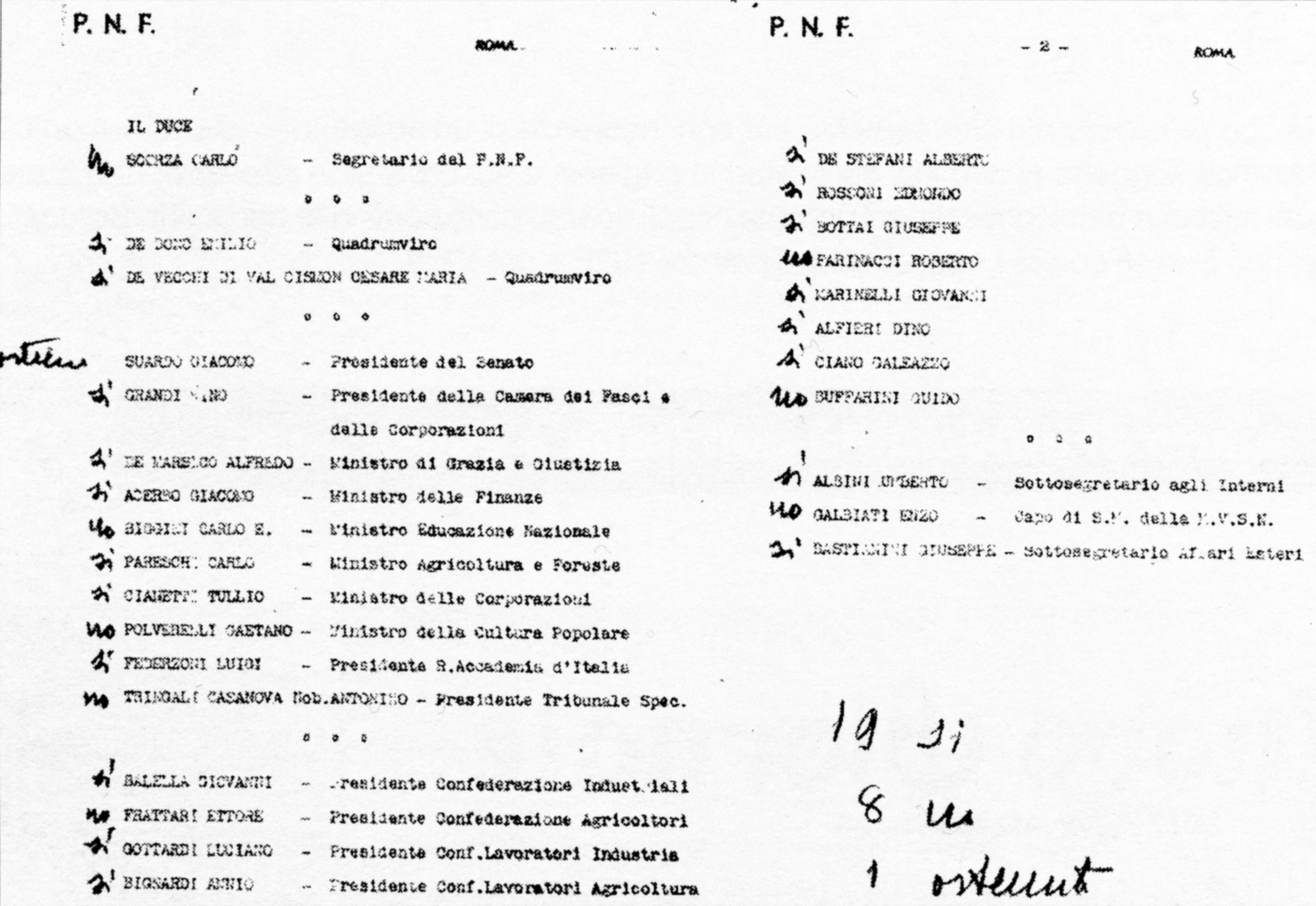
Extrait du vote nominatif du 24 juillet 1943.

La dernière séance du Grand Conseil s'est tenue le 24 juillet 1943 lorsque les 28 membres furent appelés à voter l'ordre du jour proposé par Dino Grandi qui demandait les pleins pouvoirs pour le roi Victor-Emmanuel III. Il s'agit d'un acte de défiance à l'égard du Duce ; pendant la séance, d'autres motions furent présentées mais celle de Grandi fut décisive.
Le vote de Galeazzo Ciano, gendre de Mussolini, fut déterminant dans la chute de Benito Mussolini.
Votèrent en faveur de la motion :
- Dino Grandi, Giuseppe Bottai, Luigi Federzoni[1], Galeazzo Ciano, Cesare Maria De Vecchi, Alfredo De Marsico, Umberto Albini, Giacomo Acerbo, Dino Alfieri, Giovanni Marinelli, Carluccio Pareschi, Emilio De Bono, Edmondo Rossoni, Giuseppe Bastianini[2], Annio Bignardi, Alberto De Stefani[3], Luciano Gottardi, Giovanni Balella et Tullio Cianetti (qui par la suite se rétracta).

Votèrent contre :
- Carlo Scorza[4], Roberto Farinacci, Guido Buffarini Guidi, Enzo Galbiati, Carlo Alberto Biggini[5], Gaetano Polverelli, Antonino Tringali Casanova, Ettore Frattari.

Giacomo Suardo s'abstint.
Les principaux membres furent jugés lors du procès de Vérone par la République sociale italienne du 8 au 10 janvier 1944.